# باريس-نيس 2015
باريس-نايس 2015 (بالإنجليزية: 2015 Paris–Nice)‏ هو سباق دراجات هوائية أقيم بتاريخ 8–15 مارس، تكون السباق من 8 مراحل وامتدّ لمسافة 1141 كم بسرعة 39.1 كم/س، استغرق السباق 29hr 10 دقيقة 41 ثانية.